# 室井尚
室井 尚（むろい ひさし、1955年3月24日 - 2023年3月21日）は、日本の美学者、記号学者。横浜国立大学名誉教授。唐十郎を横浜国立大学の教授として招いた。

## 略歴
- 1955年：山形県山形市に生まれる
- 1973年：茨城県立水戸第一高等学校卒業[2]
- 1977年：京都大学文学部美学美術史専攻卒業
- 1982年：京都大学大学院博士課程単位取得満期退学
- 1989年：帝塚山学院大学専任講師
- 1992年：横浜国立大学教育学部助教授
- 1997年：横浜国立大学教育人間科学部助教授
- 2003年：横浜国立大学教育人間科学部教授
- 2011年：横浜国立大学都市イノベーション研究院建築都市文化専攻教授
- 2017年：横浜国立大学教育学部教授
- 2020年：定年退職、名誉教授となる
- 2023年：がんのため、死去[1]。67歳没。死没日付をもって従四位に叙され、瑞宝小綬章を追贈された[3]。

## 著作

### 単著
- 『文学理論のポリティーク――ポスト構造主義の戦略』勁草書房、1985年
- 『メディアの戦争機械――文化のインターフェース』新曜社、1988年
- 『ポストアート論』白馬書房、1988年
- 『情報宇宙論』岩波書店、1991年
- 『哲学問題としてのテクノロジー――ダイダロスの迷宮と翼』講談社、2000年
- 『巨大バッタの奇蹟』アートン、2005年
- 『タバコ狩り』平凡社新書、2009年
- 『文系学部解体』角川新書、2015年[4]

### 共編著
- （吉岡洋共著）『情報と生命――脳・コンピュータ・宇宙』新曜社、1993年
- （山口昌男共編）『記号論の逆襲』東海大学出版会、2002年
- （唐十郎共著）『教室を路地に！――横浜国大vs紅テント2739日』岩波書店、2005年

### 翻訳
- リチャード・ローティ（加藤哲弘、庁茂、吉岡洋、浜日出夫共訳）『哲学の脱構築――プラグマティズムの帰結』御茶の水書房、1986年  『プラグマティズムの帰結』ちくま学芸文庫、2014年
- ハル・フォスター編（吉岡洋共訳）『反美学――ポストモダンの諸相』勁草書房、1987年
- マーク・ポスター（吉岡洋共訳）『情報様式論――ポスト構造主義の社会理論』岩波書店、1991年／岩波現代文庫、2001年
- ヴィクター・バーギン（酒井信雄共訳）『現代美術の迷路』勁草書房、1994年